# Matias Greve
Matias Greve (* 1. März 1992) ist ein dänischer Radrennfahrer.
Greve wurde 2008 auf der Bahn dänischer Juniorenmeister im Sprint. Im nächsten Jahr gewann er den Titel in der Mannschaftsverfolgung. Außerdem gewann er bei der Juniorenweltmeisterschaft in Moskau die Silbermedaille im Scratch. In der Saison 2010 wurde er dänischer Juniorenmeister in der Mannschaftsverfolgung und im Madison zusammen mit Frederik Schwartz. 
Auf der Straße fuhr Greve 2011 für das UCI Continental Team Energi Fyn.

## Erfolge
2008
- Dänischer Meister – Sprint (Junioren)

2009
- Dänischer Meister – Mannschaftsverfolgung (Junioren) mit Anders Christiansen, Simon Bigum und Lasse Norman Hansen
- Weltmeisterschaft – Scratch (Junioren)

2010
- Dänischer Meister – Mannschaftsverfolgung (Junioren) mit Simon Bigum, Lasse Norman Hansen und Daniel Mielke
- Dänischer Meister – Madison (Junioren) mit Frederik Schwartz

## Teams
- 2011 Team Energi Fyn